# Fimbristylis bisumbellata
Fimbristylis bisumbellata är en halvgräsart som först beskrevs av Peter Forsskål, och fick sitt nu gällande namn av Pietro Bubani. Fimbristylis bisumbellata ingår i släktet Fimbristylis och familjen halvgräs. IUCN kategoriserar arten globalt som livskraftig. Inga underarter finns listade i Catalogue of Life.